# Musée du Palais royal
Le musée du Palais royal Rukari (en kinyarwanda : Ingoro y’umwami mu Rukari), aussi connu sous le nom de Musée de l'histoire ancienne rwandaise, est un musée au Rwanda situé dans la ville de Nyanza et établi dans le palais du roi Mutara III.
Inauguré en 2008, le musée est l'une des unités de l'Institut des musées nationaux du Rwanda.

## Le musée
Le palais traditionnel du roi Mutara III Rudahigwa offre un aperçu détaillé du système monarchique rwandais. Il a été reconstitué avec des matériaux traditionnels tel qu'il se présentait au XIXe siècle et comporte trois cases. Des vaches royales à longues cornes « Inyambo » ont été incorporées au musée car elles font partie intégrante de la culture rwandaise et étaient un des symboles du prestige du roi.
À proximité immédiate du palais traditionnel se trouve le palais moderne de 1931, où le roi Mutara a résidé jusqu'à son décès en 1959.
Le palais possède de nombreuses pièces pour différentes fonctions : un salon, une salle à manger, un cellier pour garder les boissons et autres. Il fait face à une autre maison que le roi venait de faire construire juste avant sa mort, sur une autre colline.
Sur la colline voisine de Mwima, se dresse le mausolée où le roi Mutara III, son épouse, la reine Rosalie Gicanda, victime du génocide de 1994 et le roi Kigeli IV Ndahindurwa ont été inhumés.
Le palais lui-même, dans lequel se trouve le musée, a été construit en 1930-1933 sur la colline de Rukari, qui offre une belle vue sur Nyanza.